# Fumay
Fumay é uma comuna francesa na região administrativa de Grande Leste, no departamento Ardenas. Estende-se por uma área de 37,5 km². Em 2010 a comuna tinha 3 430 habitantes (densidade: 91,5 hab./km²).